# Jediísmo
Jediísmo ou jedaísmo é um movimento, considerado por alguns uma filosofia não religiosa e por outros declaradamente uma religião, baseado nas ideias filosóficas e espirituais dos cavaleiros Jedi de Star Wars.
O jediísmo atraiu a atenção pública em 2001, quando várias pessoas registraram sua religião como "jedi" nos censos nacionais, após uma campanha mundial por e-mail ter disseminado pedidos às pessoas para que escrevessem "Jedi" como resposta à pergunta sobre classificação de religião em seus países, resultando no fenômeno do censo Jedi. Presume-se que a maioria desses entrevistados tenha reivindicado a fé como uma piada. O censo de 2001 no Reino Unido revelou que 390.000 pessoas declararam sua religião como sendo "Jedi", o que a tornaria a quarta maior religião do Reino Unido, após o Cristianismo, Islamismo e Hinduísmo. Também se estima haver 70.000 professos cavaleiros Jedi na Austrália, 53.000 na Nova Zelândia e 20.000 no Canadá. O movimento jedaísta do mundo real não tem fundador ou estrutura central.

## Código Jedi
Há duas versões canônicas. Uma versão mais conhecida:
Não há emoção, há paz
Não há ignorância, há conhecimento
Não há paixão, há serenidade
Não há caos, há harmonia
Não há a morte, há a Força.
Versão recitada pelos aprendizes Jedi:
Emoção, mas paz.
Ignorância, mas conhecimento.
Paixão, mas serenidade.
Caos, mas harmonia.
Morte, mas a Força.

## Filosofia do Jediísmo
Jediístas compreendem que a crença na Força é natural, seguindo a lógica filosófica de que Deus é imensurável e inominável.
A religião jediísta tem sido desenvolvida com base em teorias comparativas com relação a uma espécie muito particular de humanismo, utilizando se de características presentes em outras culturas como o budismo, o zen budismo e o movimento monástico europeu.
Por possuir uma uma organização e hierarquia, além de símbolos, rituais e crenças sobrenaturais (a Força), caracteriza-se como religião, apesar de não exigir exclusividade de seus membros, que podem ser católicos e jedis, umbandistas e jedis, ou até mesmo ateus e jedis.
No Brasil existem algumas dessas células jediístas nas cidades do Rio de Janeiro e São Paulo, porém a religião que procura atrair millenials existe mais de maneira virtual em redes sociais e fóruns.

## Reconhecimento legal

### Estados Unidos
Em 2005, o Temple of the Jedi Order (Templo da Ordem Jedi) foi registrado no Texas. Foi concedida a sua isenção do IRS em 2015.

### Reino Unido
Em 2007, Daniel Jones, de 23 anos, fundou a The Church of Jediism com seu irmão Barney, acreditando que o censo de 2001 no Reino Unido reconheceu o Jediismo como uma religião e que havia "mais Jedi do que cientologistas na Grã-Bretanha".
Em 2013, a Igreja Livre da Escócia expressou preocupação de que um proposto projeto de lei de casamento e parceria civil (Marriage and Civil Partnership (Scotland) Act 2014) levaria "ao casamento Jedi de Star Wars de casais". Patrick Day-Childs, da The Church of Jediism, e o Rev. Michael Kitchen, do Temple of the Jedi Order, defenderam o direito de Jedi realizarem cerimônias de casamento.
Em dezembro de 2016, a Comissão de Caridade para a Inglaterra e País de Gales rejeitou um pedido de concessão de status de organização de caridade ao Templo da Ordem Jedi, declarando que o grupo não "promove melhorias morais ou éticas" para fins de leis de caridade.

### Turquia
Em abril de 2015, os estudantes da Universidade Dokuz Eylül, na Turquia, iniciaram uma petição no Change.org exigindo a construção de um templo Jedi no campus. A petição foi uma resposta a uma petição anterior que exigia uma mesquita no campus da Universidade Técnica de Istambul (İTÜ). A petição que exigia a mesquita alcançou 180.000 assinaturas, aquém de sua meta de 200.000, e invocou uma resposta de Mehmet Karaca, reitor da Universidade Técnica de Istambul (İTÜ), prometendo "uma mesquita de referência". Logo depois, estudantes de outras universidades iniciaram petições exigindo templos Jedi e budistas em seus campi.